# Masalia uncta
Heliothis uncta là một loài bướm đêm trong họ Noctuidae.